# オロプーシェ熱
オロプーシェ熱（オロプーシェねつ、英: Oropouche fever）は、ブニヤウイルス目ペリブニヤウイルス科オルソブニヤウイルス属のオロプーシェウイルスによって引き起こされるアルボウイルス感染症の一種（熱性疾患）。オロプーシェウイルスは節足動物媒介性ウイルスでヌカカ（Culicoides paraensis）などの節足動物により媒介される。

## 概要
オロプーシェウイルスは中南米およびカリブ海地域での循環が確認されており、その感染環には森林型サイクルと都市型サイクルがあると考えられている。
森林型サイクルは不明な点も多いが、ナマケモノ亜目、マーモセット等の霊長目、齧歯目の哺乳類や鳥類からオロプーシェウイルスが検出されており、これらを宿主とみられている。ただし、森林型サイクルでは媒介となる節足動物は確定されていない。
都市型サイクルではヒトが増幅宿主で、ヌカカなどに刺咬されることで感染する。

## 発生状況
1955年にトリニダード・トバゴの発熱患者から分離・同定された。
中南米のブラジル、エクアドル、パナマ、ペルー、トリニダード・トバゴ、コロンビア、アルゼンチン、ボリビア、ベネズエラ、フランス領ギアナなどの農村部や森林地帯で感染例が報告されている。
西インド諸島では2014年にハイチで初めてウイルスが検出された。
2024年にはキューバでも発生し、キューバからイタリアへの輸入症例が報告され、ヨーロッパで初めてのオロプーシェウイルスによる輸入症例として報告された。

## 臨床症状
潜伏期間はヌカカなどに刺咬されてから4〜8日程度（3〜12日の範囲）とされている。症状はデング熱に似ているとされ、突然の発熱、頭痛、悪寒、関節痛、筋肉痛などを伴うが、臨床症状は多くの場合2〜7日間で改善する。6割の患者に寛解後2〜10日（まれに1カ月）以内に再度同様の症状が現れるが、このメカニズムは明らかでない。重篤化することは稀で多くの場合2〜7日間で改善するが、髄膜炎や脳炎を引き起こした例や、持続的な筋力低下が2〜4週間続いた例も報告されている。

## 治療と予防
オロプーシェ熱に対する特異的な抗ウイルス薬やワクチンはなく、公衆衛生対策として媒介昆虫対策が行われる。